# Шлица
Шли́ца — деталь одежды, представляющая собой разрез, обработанный особым образом.
- В отличие от обычного разреза, где правая и левая части равнозначны, конструкция шлицы такова, что одна её половина перекрывает другую.
- Как правило, шлица располагается в среднем заднем шве юбки, платья или пиджака, а также в боковом шве рукава. Менее распространена шлица спереди изделия, а также двойная шлица (две шлицы по бокам изделия).
- Шлица может быть выполнена как на подкладке, так и без неё.

## Назначение шлицы
- обеспечение свободы движения (например, шаговая шлица на юбке или платье)
- декоративная функция (например, шлица контрастного цвета на рукаве пиджака)
- указание на определённую стилевую принадлежность (например, двойная шлица — элемент классического английского пиджака)

## Конструкция шлицы
Классическая шлица состоит из левого и правого полотнищ, уступа (угла), припуска и обтачки шлицы. Видимая с лицевой стороны изделия строчка, скрепляющая все слои шлицы, прокладывается по диагонали.

## Из истории шлицы
Изначально шлица использовалась только в костюмах для верховой езды. Она облегчала движения всадника. Затем, по соображениям практичности, шлицу стали применять при раскрое пальто и сюртуков.